# Frederik Rodenberg
Frederik Rodenberg Madsen (født 22. januar 1998 i Værløse) er en dansk professionel cykelrytter, der kører for STARK - Peter Ellegaard Track Team powered by SANA. Han har tidligere kørt for Team Børkop Cykler-Carl Ras, Roskilde Junior, Team Giant-Castelli og Team ColoQuick. Han konkurrerer til og med 2023 i landevejscykling og i banecykling, men siden 2024 har han udelukkende satset på banen.

## Karriere
Han var med på det danske landshold, der vandt bronze ved OL i Rio de Janeiro i 2016 og bronze ved VM i banecykling i holdforfølgelse. Han blev dansk juniormester i linjeløb i 2016. I 2020 vandt Frederik Rodenberg sammen med sine holdkammerater, Lasse Norman Hansen, Julius Johansen og Rasmus Lund Pedersen, VM-guld i banecykling i 4000 meter holdforfølgelsesløb. Finalesejren over New Zealand blev sikret i tiden 3.44,672 minutter, hvilket var ny verdensrekord, deres tredje på blot to dage. Præstationen var med til at give de fire ryttere prisen som Årets Sportsnavn 2020.
Det danske hold var efter verdensrekorderne favoritter ved OL 2020 i Tokyo (afholdt i 2021). Holdet, der denne gang bestod af Lasse Normann, Niklas Larsen, Rasmus Lund Pedersen og Frederik Rodenberg, satte da også olympisk rekord i tidskørslen med 3.35,014 minutter og var derfor klar til semifinalen. I semifinalen kørte danskerne mod Storbritanniens hold, og danskerne var klart hurtigst. Da briternes tredjemand også måtte slippe sine holdkammerater, indhentede danskerne ham, men Rodenberg, som førte på det tidspunkt, så ikke briten og kolliderede med ham. Efter en del forvirring endte danskerne med at kvalificere sig til finalen, da de havde indhentet briternes tredjemand. Finalen stod mod Italien, der havde forbedret verdensrekorden i deres semifinale, fik en tæt afgørelse, hvor begge hold var under italienernes verdensrekord fra dagen forinden, og Italien tog guldet i tiden 3.42,032, mens danskerne kørte på 3.42,198 og vandt sølv.